# Ptycholaimellus lizardiensis
Ptycholaimellus lizardiensis is een rondwormensoort uit de familie van de Chromadoridae. De wetenschappelijke naam van de soort is voor het eerst geldig gepubliceerd in 1978 door Decraemer & Coomans.